# Super Ranger
Super Ranger je hra pro hrací automaty z roku 1988. Jedná se o hru pro jednoho nebo dva hráče. Hráči musí projít vojenskou základnou, aby mohli zachránit dívku. Hra je identická se hrou Rough Ranger.
Hra ke svojí funkci používala dva procesory Z80, jeden z nich byl určen pro generování hudby prostřednictvím dvou čipů YM2203 (šestikanálové zvukové generátory).